# Johann Gottlob Leidenfrost
Johann Gottlob Leidenfrost (27 de noviembre de 1715 – 2 de diciembre de 1794) fue un médico y teólogo alemán que describió por primera vez el epónimo fenómeno físico efecto Leidenfrost.

## Efecto Leidenfrost
El efecto Leidenfrost es un fenómeno que ocurre cuando un líquido entra en contacto con un objeto a una temperatura mucho mayor que su punto de ebullición, creando una película de vapor que aísla el resto del líquido evitando así que evapore rápidamente.